# Chevrolet Townsman
Chevrolet Townsman – samochód osobowy klasy wyższej produkowany pod amerykańską marką Chevrolet w latach 1953–1957 oraz ponownie w latach 1969–1972.

## Pierwsza generacja

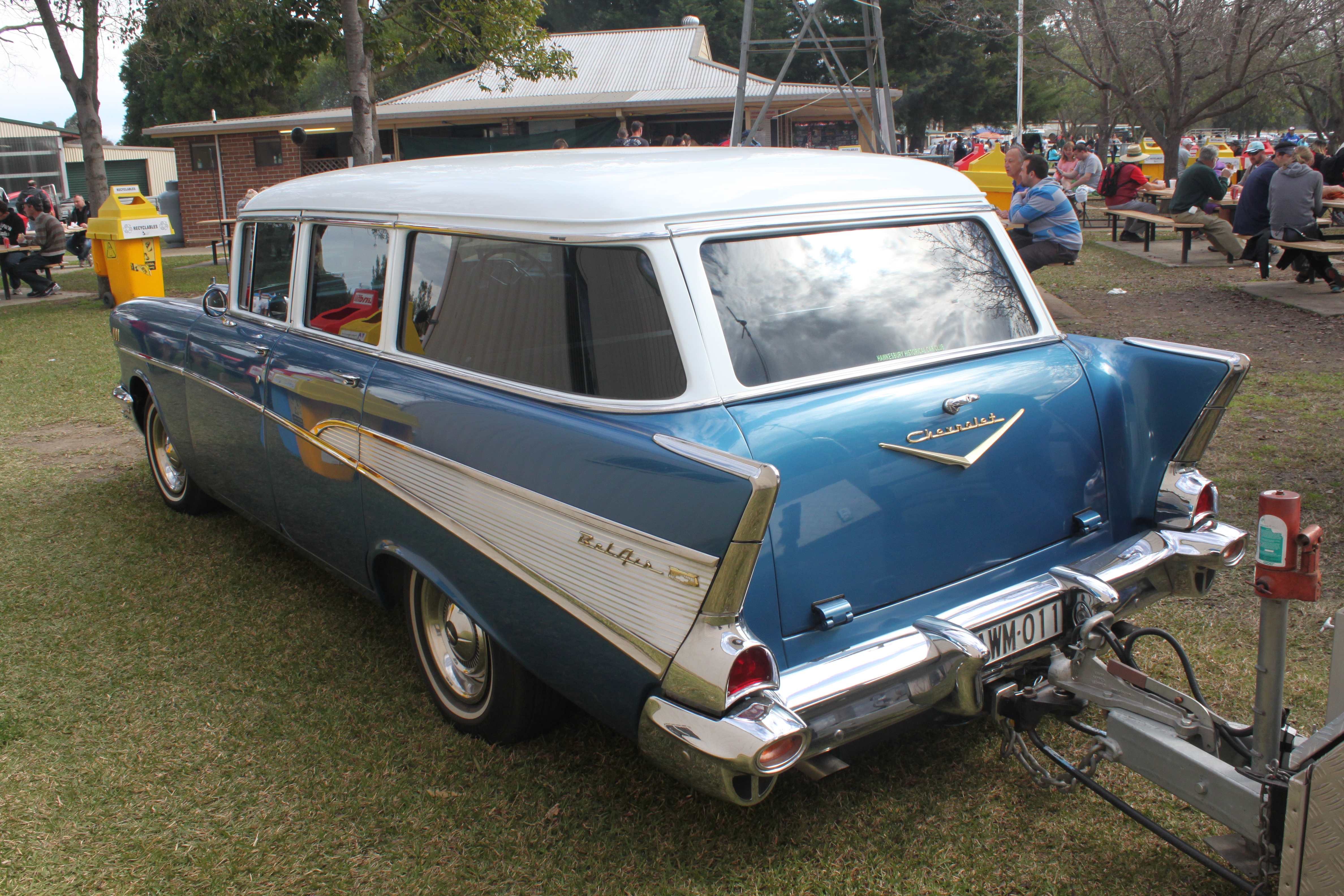
Chevrolet Townsman I - tył

Chevrolet Townsman I został zaprezentowany po raz pierwszy w 1953 roku.
Model Townsman pojawił się w ofercie Chevroleta jako uzupełnienie gamy popularnych w pierwszej połowie XX wieku dużych kombi, powstając na bazie modelu 210. Samochód przyjął typowe dla ówczesnych pojazdów producenta kształty, charakteryzując się wyraźnie zarysowanymi, ostrymi błotnikami, a także dwukolorowym malowaniem nadwozia. Karoserię zdobiły również liczne chromowane akcenty.

### Silniki
- L6 2.3l
- V8 3.8l

## Druga generacja

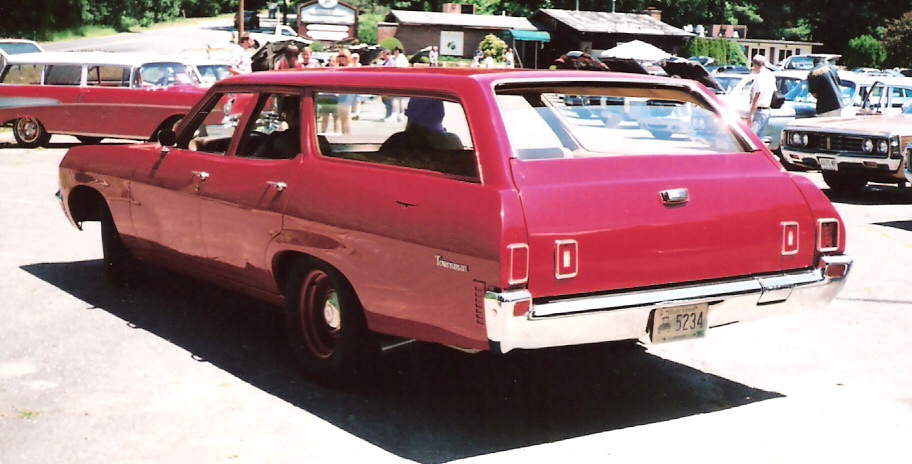
Chevrolet Townsman II - tył

Chevrolet Townsman II został zaprezentowany po raz pierwszy w 1969 roku.
Po dwunastoletniej przerwie, duże kombi pod nazwą Townsman zostało przywrócone do oferty Chevroleta na krótki, trzyletni okres. Tym razem samochód przyjął znacznie masywniejsze proporcje, z dużą, szeroką maską i oszczędnie zdobioną, jednokolorową karoserią. Charakterystycznym elementem była duża, szeroka atrapa chłodnicy podzielona w połowie poprzeczką, a także chromowane zderzaki.

### Silniki
- V8 5.4l
- V8 5.7l
- V8 7.4l